# Sirjansland
Sirjansland (51° 41′ N, 4° 02′ L) é uma cidade dos Países Baixos, na província de Zelândia. Sirjansland pertence ao município de Schouwen-Duiveland, e está situada a 19 km, a sul de Hellevoetsluis.
Em 2001, a cidade de Sirjansland tinha 247 habitantes. A área urbana da cidade é de 0.12 km², e tem 105 residências.
A área de Sirjansland, que também inclui as partes periféricas da cidade, bem como a zona rural circundante, tem uma população estimada em 360 habitantes.